# Wally Downes
Pour les articles homonymes, voir Downes.
Walter John Downes, couramment appelé Wally Downes, est un footballeur puis entraîneur anglais, né le 9 juin 1961 à Hammersmith, Grand Londres, Angleterre. Évoluant au poste de milieu de terrain, il est principalement connu pour ses saisons à Wimbledon et pour avoir entraîné le Brentford FC et l'AFC Wimbledon.

## Biographie

### Carrière de joueur
Natif d'Hammersmith, il est le neveu de Terry Downes, boxeur champion du monde poids moyen.
Il a commencé comme stagiaire à Wimbledon où il passa la quasi-totalité de sa carrière de joueur, étant souvent cité comme l'initiateur au sein du club de l'esprit du Crazy Gang, avec lequel les Dons sont passés de la Fourth à la First Division en une décennie.
À 17 ans, en 1979, il inscrit son premier but, pour son premier match sous le maillot de Wimbledon, lors d'une rencontre contre Barnsley. En 1988, il quitte les Dons après plus de 200 matches, pour rejoindre à Sheffield United, son mentor et ancien entraîneur à Wimbledon, Dave Bassett (en), mais la fin de sa carrière sera gâchée par des blessures à répétition, qui l'obligeront à raccrocher les crampons rapidement.

### Carrière d'entraîneur
Il se reconvertit très rapidement dans l'encadrement technique, avec une place à Crystal Palace où il restera 12 années, principalement comme assistant de Steve Coppell. Il quitta ce poste pour rejoindre Brentford, comme assistant d'abord de Ron Noades (en), puis de Ray Lewington (en) et enfin de son complice, Steve Coppell. Lorsque celui-ci quitta le club en juin 2002, il prit les rênes de l'équipe, obtenant rapidement le titre d'Entraîneur du mois en août 2002. Après avoir mené son club à une honnête 16e place lors de la saison 2002-03, il connut une mauvaise passe lors de la saison suivante, ce qui conduisit à son renvoi en mars 2004.
Il rejoint ensuite Coppell à Reading, s'occupant spécifiquement de la défense. Il y fera des merveilles, Reading réussissant à avoir les meilleures statistiques défensives de toute la Football League lors de la saison 2005-06 et remportant la promotion en Premier League avec un record de 106 points en Championship.
Le 14 mai 2009, Reading décida de se séparer de Downes ainsi que Kevin Dillon (en), après le départ de Steve Coppell et une relégation en Championship.
Il rebondit avec une place dans l'encadrement technique de Southampton, du 7 septembre 2009 au 30 août 2010.
Après une pige de deux mois à Gillingham en octobre et novembre 2010, il s'engage comme assistant d'Avram Grant à West Ham United, le 23 novembre 2010, quelques heures après le renvoi de l'entraîneur précédent Željko Petrović. Malgré la relégation du club en Championship et le renvoi de Grant en mai 2011, il est conservé au sein de l'encadrement technique des Hammers et est même promu adjoint par le nouvel entraîneur, Sam Allardyce. Il quitta finalement ce poste le 11 décembre 2012 pour rejoindre Harry Redknapp aux Queens Park Rangers.
Pour la saison 2017-18, il retrouva son ancien mentor Steve Coppell à Jamshedpur, découvrant ainsi l'Indian Super League. Il y fut aussi assistant à ATK et adjoint à Kerala Blasters.
Le 4 décembre 2018, il est nommé à la tête de l'AFC Wimbledon après le départ de Neal Ardley (en) où il réussit à redresser une situation potentiellement dangereuse de relégation et à se maintenir sans difficulté.

#### Statistiques
Au 4 mai 2019.
| Équipe        | Depuis          | Jusqu'au     | Matches | Victoires | Nuls | Défaites | % Victoires |
| ------------- | --------------- | ------------ | ------- | --------- | ---- | -------- | ----------- |
| Brentford     | 28 juin 2002    | 14 mars 2004 | 97      | 29        | 22   | 46       | 29.9        |
| AFC Wimbledon | 4 décembre 2018 | En poste     | 30      | 11        | 9    | 10       | 36.7        |

## Palmarès
- Brentford :
  - Entraîneur du mois de Second Division en août 2002